# Орловка (Ростовская область)
Орло́вка — село в Азовском районе Ростовской области.
Входит в состав Отрадовского сельского поселения.

## География
Расположено в 50 км (по дорогам) южнее районного центра — города Азова. Рядом проходит граница с Краснодарским краем.
Через село протекает река Мокрая Чубурка, восточнее внеё впадает река Чубурка.

### Улицы
- ул. Азовская,
- ул. Береговая,
- ул. Донская,
- ул. Железнодорожная,
- ул. Набережная,
- ул. Победы,
- ул. Просвещения,
- ул. Садовая,
- ул. Степная.

## Население
| 1989 | 2002 | 2010 |
| ---- | ---- | ---- |
| 858  | ↗879 | ↘809 |

## Транспорт
В посёлке находится остановочный пункт Орловка (1418 км) Северо-Кавказской железной дороги (код ЕСР 515373).

## Достопримечательности
- В 800 метрaх северо-западнее молокозавода находится памятник археологии — Курган «Орловка-1». Памятник датируется II тысячелетием до н. э. — XIV веком н. э. Решением Малого Совета облсовета № 301 от 18 ноября 1992 года курган внесен в список объектов культурного наследия местного значения под кодом № 6100348000[3].

- В 1 километре восточнее пруда, на южной окраине села находится памятник археологии — Курганный могильник «Орловка-2» (2 насыпи). Памятник датируется II тысячелетием до н. э. — XIV веком н. э. Решением Малого Совета облсовета № 301 от 18 ноября 1992 года могильник внесен в список объектов культурного наследия местного значения под кодом № 6100349000[4].

- В 400 метрах от свино-товарной фермы, на северной окраине села находится памятник археологии — Курганный могильник «Орловка-3» (2 насыпи). Памятник датируется II тысячелетием до н. э. — XIV веком н. э. Решением Малого Совета облсовета № 301 от 18 ноября 1992 года могильник внесен в список объектов культурного наследия местного значения под кодом № 6100350000[5].

- В 1,5 километрах севернее от свино-товарной фермы, на северной окраине села находится памятник археологии — Курганный могильник «Орловка-4» (2 насыпи). Памятник датируется II тысячелетием до н. э. — XIV веком н. э. Решением Малого Совета облсовета № 301 от 18 ноября 1992 года могильник внесен в список объектов культурного наследия местного значения под кодом № 6100351000[6].

- В 2,25 километрах севернее здания клуба села находится памятник археологии — Курганный могильник «Орловка-5». Памятник датируется II тысячелетием до н. э. — XIV веком н. э. Решением Малого Совета облсовета № 301 от 18 ноября 1992 года могильник внесен в список объектов культурного наследия местного значения под кодом № 6100352000[7].

- На западной окраине села, в 400 метрах севернее моста через реку Мокрая Чумбарка находится памятник археологии — Курганный могильник «Орловка-6» (2 насыпи). Памятник датируется II тысячелетием до н. э. — XIV веком н. э. Решением Малого Совета облсовета № 301 от 18 ноября 1992 года могильник внесен в список объектов культурного наследия местного значения под кодом № 6100353000[8].